# 鹿豹座8
鹿豹座8，又名BD+52 906，HD 31579、SAO 24943、HR 1588，是鹿豹座的一颗恒星，视星等为6.08，位于銀經155.17，銀緯6.61，其B1900.0坐标为赤經4h 51m 48.2s，赤緯+53° 6.61′ 6″。